# Київ вдень та вночі
«Київ вдень та вночі» — скриптед-серіаліті, виготовлене на замовлення телеканалу «Новий канал». Адаптація німецького телесеріалу «Berlin – Tag & Nacht». Перший український телесеріал у жанрі серіаліті. Транслювався з 8 березня 2016 року по 8 січня 2019 року на телеканалі «Новий канал».
Проєкт був російськомовний у сезонах 1-4 (192 серії) та україномовним у 5 сезоні (72 серії). Канал скасував серіал у січні 2019 року після п'яти сезонів.

## Сюжет

### Сезони 1-4
Оксана, Карина, Альбіна, Богдан та Саша – зважуються переїхати до столиці, аби підкорити її. Вони спільно винаймають велику квартиру на двадцять четвертому поверсі однієї з новобудов. У їхніх планах – підкорити столицю і змінити своє життя на краще.

### Сезон 5
Восени 2018 року відбувся перезапуск серіаліті – був змінений основний склад героїв. Так, з попередніх сезонів залишилися Альбіна, Сашко, Паша, Макс та Назар. Нові герої – Аліна, Поліна, Настя, Яся, Сем – також переїхали до столиці, щоб розпочати нове життя.

## Актори

### Головні ролі
- Оксана Аврам у ролі Оксани, провінціальної дівчини зі Львова
- Богдан Шелудяк у ролі Богдана, фотографа з невеличкого міста
- Каріна Гаврилюк у ролі Каріни, майбутньої співачки з Хмельницького
- Альбіна Перерва у ролі Альбіни, дівчини з Полтави
- Олександр Озолін у ролі Сашка, хлопця з Києва
- Павло Сергієнко у ролі Паші
- Олександр Вороний у ролі Олександр Володимирович, старшого слідчого. З кінця 4 сезону чоловік Альбіни
- Ярослава Житомірська у ролі Ясі
- Аліна Лондон у ролі Аліни
- Анастасія Дуркот у ролі Насті, дівчина з села має досвід роботи офіціанткою, але хоче вступити до університету
- Максим Сосновський у ролі Макса, майбутня модель з Могилева-Подільського
- Семен Терещенко у ролі Сема, професійний барабанщик з Миколаєва
- Назар Кухаренко у ролі Назара, бізнесмен з Миколаєва
- Поліна Ковалевська у ролі Поліни, працює у ресторані батьків директором з розвитку з Києва

### Другорядні ролі
- Таїсія-Оксана Щурук у ролі Тасі
- Артур Логай у ролі Артура
- Вікторія Маремуха у ролі самої себе
- Епіфаніо Лопез у ролі Епіфаніо
- Анастасія Котляр у ролі Насті
- Татьяна Туманная у ролі Аліни (сестри Насті, психічнохворої, колишня наречена Епіфаніо)
- Олег Машуковський у ролі Олежки
- Маргарита Авраменко у ролі Рити
- Віктор Андрущенко у ролі Віті
- Марія Якименко у ролі Марії
- Яна Смоленцева у ролі Яни
- Юлія Федорець у ролі Юлі
- Руслан Гусейнов у ролі Руслана
- Юлія Яшнікова у ролі Юлі
- Владислав Гончар у ролі Вані
- Артем Оганесян у ролі Артема

## Епізоди
| Сезон | Сезон | Епізоди | Оригінальні покази | Оригінальні покази | Мова                 |
| Сезон | Сезон | Епізоди | Прем'єра           | Фінал              | Мова                 |
| ----- | ----- | ------- | ------------------ | ------------------ | -------------------- |
|       | 1     | 48      | 8 березня 2016     | 27 травня 2016     | російська            |
|       | 2     | 60      | 13 вересня 2016    | 23 грудня 2016     | російська            |
|       | 3     | 36      | 4 квітня 2017      | 2 червня 2017      | російська            |
|       | 4     | 48      | 19 вересня 2017    | 8 грудня 2017      | українська/російська |
|       | 5     | 72      | 28 серпня 2018     | 8 січня 2019       | українська           |

## Виробництво

### Ідея
Ксенія Бугримова, керівник творчого об’єднання, так описала ідею телесеріалу:
|                                                  | Ми хотіли зробити проект, який буде популяризувати країну. Дуже багато молодих творчих людей їдуть з України назавжди, хто куди. На мій погляд, це катастрофа. І у нас на телебаченні мало проектів, котрі б розповідали не про схуднення чи вокал, а про країну. |
| — керівник творчого об’єднання Ксенія Бугримова, | |

### Зйомки
Зйомки першого сезону розпочались у серпні 2015 року. Серіал продовжено на п'ятий сезон, учасники якого обиралися за допомогою кастинг-проєкту «ЗаКДНся».

### Саундтрек
Більшість треків з телесеріалу написані молодими українськими групами та виконавцями, серед них: Bahroma, Cardiomachine, «The Hardkiss», Max Savchenko, Sionchuk, Epolets «Бумбокс» та Pianoбой. Російськомовний саундтрек під назвою "Киев днем и ночью" для серіалу створив гурт «О.Torvald».

### Закриття
Через надто низькі рейтинги п'ятого сезону восени 2018 року «Новий канал» вирішив закрити проєкт.

## Рейтинги
Другий сезон серіаліті показав приріст переглядів на 25%.
Старт п'ятого сезону оновленого проєкту не показав вдалих результатів. Показ перших серій, що транслювались на Новому каналі з вівторка по п'ятницю о 21:00, обвалив перегляд вечірнього слота телеканалу на 50%. У зв'язку з цим показ був перенесений на більш пізній час — спочатку на північ, згодом — ближче до 01:00.

## Нагороди
| Рік  | Премія     | Категорія                   | Номінант(и)                 | Результат |
| ---- | ---------- | --------------------------- | --------------------------- | --------- |
| 2018 | Телетріумф | Докудрама, скриптед-реаліті | Докудрама, скриптед-реаліті | Номінація |